# Levu pallescens
Levu pallescens är en insektsart som först beskrevs av Metcalf 1946.  Levu pallescens ingår i släktet Levu och familjen Derbidae. Inga underarter finns listade i Catalogue of Life.